# Edmundo Bal Francés
Edmundo Bal Francés (Huelva, 1967) és un advocat espanyol. Va ser nomenat advocat de l'Estat el 1993.
A principis del 2017, com a responsable penal de l'Advocacia de l'Estat, va tenir un paper protagonista en la denúncia per delicte fiscal d'Hisenda contra diversos futbolistes que jugaven a la lliga espanyola com Messi, Cristiano Ronaldo, Falcao, Di María, Modric, o l'entrenador Mourinho. En els casos de Messi o Xabi Alonso la fiscalia no havia vist delicte i va ser l'advocacia que els va denunciar. Per aquest motiu es van viure moments de tensió entre la fiscalia i l'advocacia, normalment perquè aquesta segona demanava penes més greus.
Durant uns anys va ser escollit per presidir l'Associació d'Advocats de l'Estat espanyol. També va participar en les causes contra Jordi Pujol i de la Gürtel.
El desembre de 2018 la directora de servei jurídic de l'estat, Consuelo Castro, va substituir Edmundo Bal per Rosa Maria Seoane, que en aquell moment era secretària general d'Adif, com a representant pel judici al procés independentista català. La substitució es va fer després que Bal es negués a ometre la violència del delite de sedició. La manca de violència implicava que les penes demanades a Oriol Junqueras pasaven de 25 anys a 12 anys. Edmundo Bal es va negar a deixar de recollir al escrits d'acusació fets que implicaven violència tal com li demanava el Govern, ja que implicaven, segons ell, mentir per ell.
Li agrada la informàtica, anar a córrer i ajudar a preparar els opositors a aprovar l'examen.
El març de 2019, el partit polític Ciutadans va anunciar el fitxatge d'Edmundo Bal com a número 4 a les llistes per Madrid per a les eleccions generals del 28 d'abril. Posteriorment, el maig del 2021, es va presentar com a cap de llista del mateix partit a les eleccions a la Comunitat de Madrid, on no va treure cap diputat.
El 2024 va tancar la llista de Cree en Europa a les eleccions al Parlament europeu de 2024.